# Manuel Ortega (Emberá-Wounaan)
Manuel Ortega es un corregimiento de la comarca indígena panameña de Emberá-Wounaan. Tiene una población de 1.783 habitantes (2010).